# Fort de Dunbeg

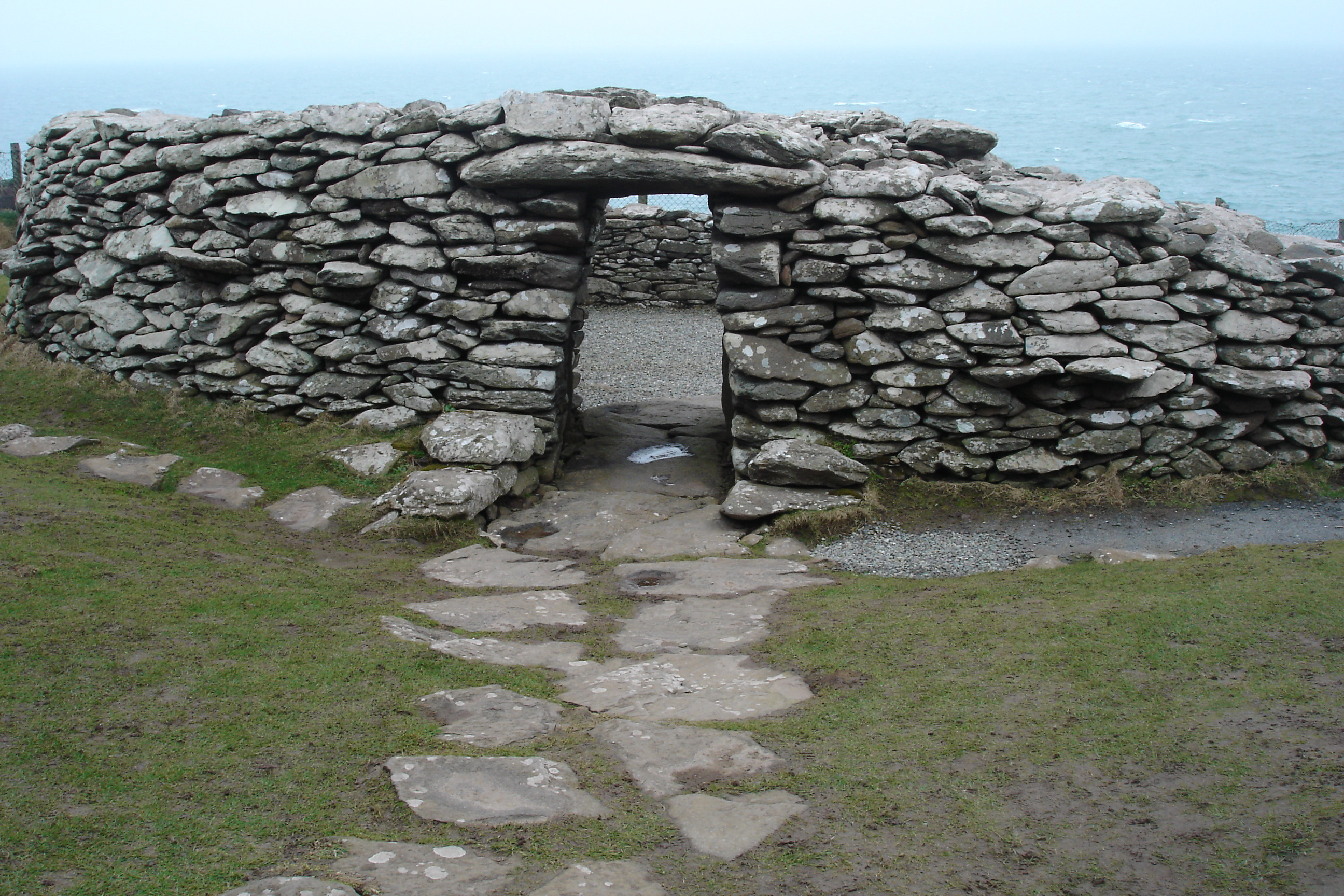
Fort de Dunbeg

Le fort de Dunbeg (en irlandais : Dun Beag) est un éperon barré situé en Irlande, en bordure de l'océan, dans la Péninsule de Dingle.

## Présentation
Datant de l'Âge du fer, il est situé au bord des falaises de la péninsule et protégeait les habitants de l'époque contre des tribus rivales. 

La protection de ce fort consistait en :
- des murs hauts de 1 mètre et épais de 3 mètres
- un réseau de fosses et de souterrains